# Katara
Pour les articles homonymes, voir Katara (homonymie).
 (mars 2017).
Si vous disposez d'ouvrages ou d'articles de référence ou si vous connaissez des sites web de qualité traitant du thème abordé ici, merci de compléter l'article en donnant les références utiles à sa vérifiabilité et en les liant à la section « Notes et références ».
Katara est un personnage de fiction et l'une des personnages principaux de la série animée Avatar, le dernier maître de l'air de Nickelodeon. 
Katara maîtrise l’eau, le soin, la glace et le sang.  
À 14 ans, Katara est une maîtresse de l'Eau de la Tribu de l'Eau du Pôle Sud, qui, avec son frère Sokka, trouva Aang, le dernier maître de l'air et Avatar dans cette série. Ce dernier avait disparu depuis 100 ans. 
Katara et Sokka accompagnent Aang dans sa quête pour défaire la Nation du Feu et rétablir la paix entre les quatre nations du globe.
Le nom de Katara pourrait être dérivé de l'espagnol ou du portugais catarata qui signifie chute d'eau ou cascade.
Katara rencontre Aang qui devient son ami, mais sa relation d’amis se transforme en sentiment d’amour réciproque à la fin de Avatar, le dernier maître de l’air sont officiellement ensemble

## Histoire
Kya, la mère de Katara et Sokka, est tuée lors d'une attaque de la Nation du Feu. Katara n'a alors que 8 ans.
En grandissant, elle est devenue la figure maternelle de sa famille, accomplissant toutes les tâches généralement dévouées à la mère dans la Tribu du Pôle Sud.
Bien qu'elle souhaitait développer sa maîtrise de l'eau, Katara se résigna à faire passer ses rêves après sa famille et ses tâches ménagères.
Lorsqu'elle eut 12 ans, Katara vit son père, Hakoda, et tous les hommes de son village partir participer à la guerre contre la Nation du Feu. Elle et son frère furent confiés à leur grand-mère, Mabouba.
L'histoire de Avatar, le dernier maître de l'air commence avec Katara et Sokka, en pleine pêche au harpon.
Lors de leur expédition, ils découvrent par hasard l'iceberg renfermant Aang et son énorme bison volant à six pattes, Appa.
Aang, en tant qu'Avatar, est destiné à maîtriser les quatre éléments - l'Eau, la Terre, le Feu et l'Air - et à utiliser ses pouvoirs pour maintenir la paix et l'harmonie au sein du monde.
Dans le but que Aang et elle trouvent un maître de l'Eau expérimenté capable de leur enseigner sa maîtrise, Katara et son frère accompagnent l'Avatar au Pôle Nord.
Ce long voyage, riche en multiples aventures, forme le premier livre de la série. Le point culminant en étant une grande bataille qui se déroule au Pôle Nord et oppose la Tribu de l'Eau indigène à l'armada de la Nation du Feu rassemblée par l'amiral Zhao.
Au cours du second Livre, Katara et les autres traversent le Royaume de la terre, avec l'espoir de trouver un maître de la Terre pour Aang. Leurs pérégrinations les mènent à Ba Sing Se, où Aang et ses amis assistent le Roi de la Terre dans l'élaboration d'une stratégie pour envahir la Nation du Feu.
Durant le troisième livre, la bande voyage dans le territoire de la Nation du Feu, avec pour objectif de trouver et tuer le Seigneur du Feu Ozai et mettre ainsi fin à la guerre. Durant ces aventures, le petit groupe rencontre Hama, la dernière Maîtresse de l'eau du pôle sud, hormis Katara. Elle fut capturée par les Maîtres du feu, mais elle a réussi à se libérer en développant la Maîtrise du sang (bloodbending). Katara apprend malgré elle cette technique. Elle aura aussi l'occasion de venger sa mère, aidée par Zuko. Elle tombera amoureuse de Aang et sera en couple avec lui à la fin de la série. 
Au cours de ses nombreuses aventures, Katara devient un puissant maître de l'Eau, ce qui fait d'elle un maître parfait pour Aang.

## Capacités
Depuis le début de la série, elle a le don de la maîtrise de l'eau. Elle n'est au départ qu'une apprentie et au fil des épisodes elle apprend à mieux contrôler son pouvoir. Elle apprend à guérir les personnes grâce à sa maîtrise. Lors du huitième épisode de la troisième et dernière saison, Hama lui apprend à perfectionner sa maîtrise de l'eau et lui apprend la maîtrise du sang.

## Apparence
Katara, tout comme les habitants des tribus de l'eau du pôle sud (et du nord), a la peau basanée due à son exposition au reflet du soleil sur la glace. La plupart des gens ont les cheveux bruns, et de grands yeux clairs. Les filles, dont Katara est l'exemple le plus frappant, ont en général les cheveux très long, presque jusqu'à la taille, et souvent, une unique tresse reprend en partie ou en totalité les cheveux, partant près de la nuque et courant le long de leur dos. La première partie, plus épaisse, est plutôt cylindrique, et Katara y coince deux mèches de cheveux tombant de son front. Leurs habits tournent souvent autour d'un bleu assez vif, avec quelques nuances de blanc, sur le rebord de leurs capuche ou sous forme de liseret le long des coutures. De tous les membres des tribus de l'eau, il n'y a presque jamais d'autres couleurs que le blanc et les tons nuancés de bleu, sauf pour Sokka et Katara qui seront habillés de rouge, aux couleurs de la Nation du feu durant le livre 3.

## Caractère
Katara est une jeune adolescente qui a dû acquérir rapidement de la maturité, car elle prit la place de sa mère dans la tribu, tuée lors d'un assaut de la nation du feu.  Cet événement l'a marquée très profondément, et elle y fait souvent allusion lors de ses discussions, notamment au sujet de son collier, qui est celui de sa mère, le seul souvenir qui lui reste d'elle.
Son caractère en général doux, raisonné et jovial, tel celui d'une mère, contraste fort avec ses rares mais violentes crises de colère, d'autant plus impressionnante qu'elle gagne en puissance dans la maitrise de l'eau durant son voyage en compagnie de l'Avatar Aang.  Mis à part cela, Katara, bien que parfois orgueilleuse, tente souvent de réconforter et d'encourager les membres de son groupe, surtout Aang et aussi Toph, et ne se retient pas de taquiner son grand frère Sokka.
Bien qu'Aang éprouve un amour pour elle, la réciproque est souvent ambiguë de la part de Katara et ne peut être connue que durant le dernier épisode de la série.

## Relations
- Aang :

Dès le premier épisode de la série, Aang et Katara tissent un très fort lien d'amitié qui se transforme vite en amour inavoué, même si Katara a tendance à couver Aang comme une mère.
- Sokka :

Même si Sokka est son grand frère, Katara se comporte comme l'aînée de la famille. Tous les deux sont très proches, même s'ils se disputent  et se taquinent très souvent, voire tout le temps, en raison de leur caractère très différents, mais ces disputes ne durent jamais trop longtemps.
- Zuko :

Au début, tous les deux se détestent, en raison de la nature de l'Avatar d'Aang. 
- Toph :

Il est clair qu'au début de leur relation, toutes deux, bien trop différentes, ne s'entendent pas du tout, ce qui donne lieu à plusieurs disputes entre les deux femmes du groupe. Pourtant, elles trouvent plusieurs points d'entente en acceptant toutes les deux de faire des compromis.